# Alyxia lackii
Alyxia lackii är en oleanderväxtart som beskrevs av D. J. Middleton. Alyxia lackii ingår i släktet Alyxia och familjen oleanderväxter. Inga underarter finns listade i Catalogue of Life.